# Miltochrista tapaishanica
Miltochrista tapaishanica là một loài bướm đêm thuộc phân họ Arctiinae, họ Erebidae.